# Tabanus tuberculatus
Tabanus tuberculatus är en tvåvingeart som beskrevs av Ricardo 1911. Tabanus tuberculatus ingår i släktet Tabanus och familjen bromsar. Inga underarter finns listade i Catalogue of Life.